# Thomas Dahl

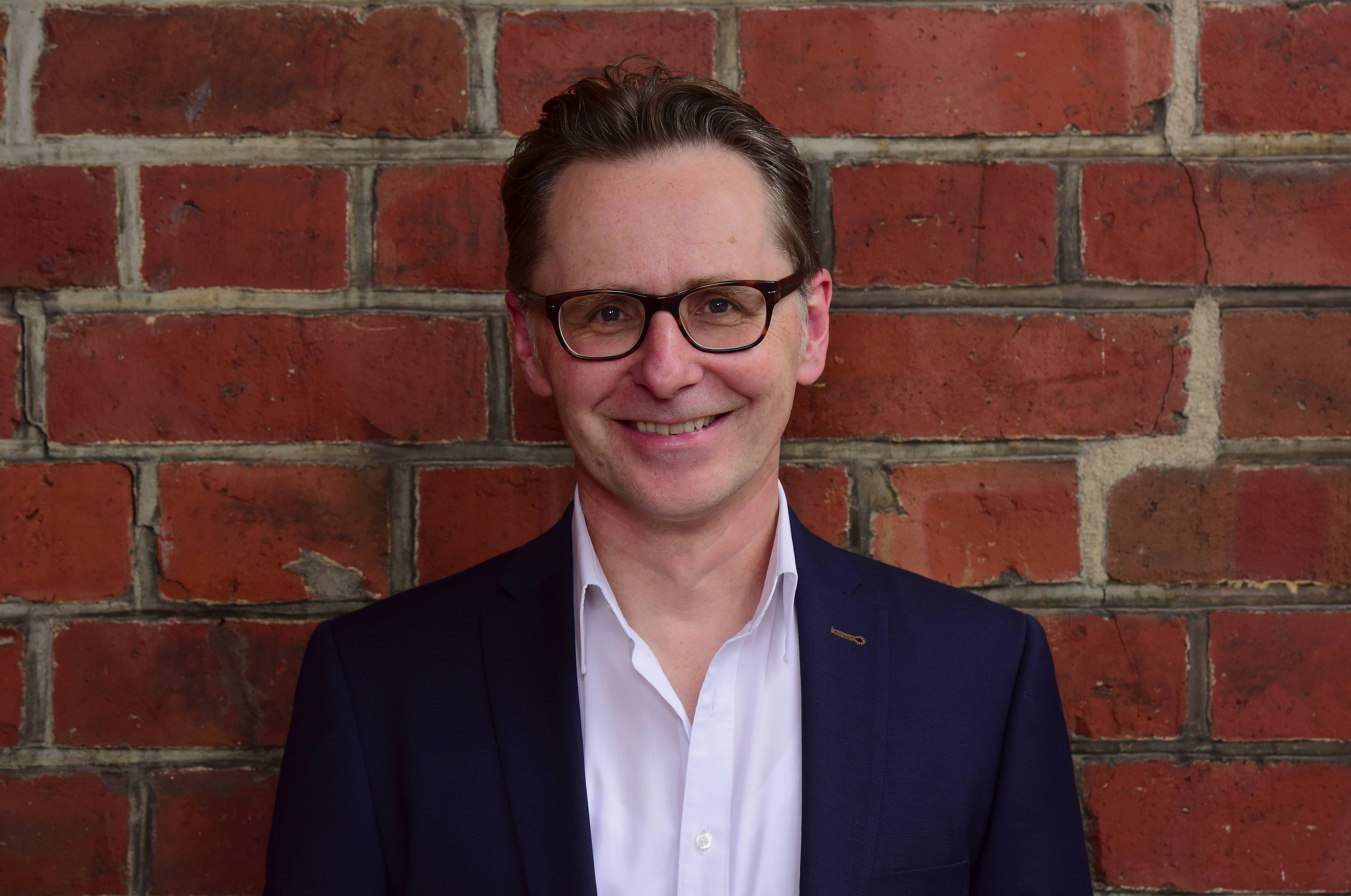
Thomas Dahl, 2017

Thomas Dahl (* 20. April 1964 in Tönning) ist ein deutscher Kantor und Organist. Seit 1996 ist er Erster Kirchenmusiker an der Hauptkirche St. Petri in Hamburg.

## Leben und Wirken
Dahl studierte Kirchenmusik, Komposition, Musikwissenschaft, Musikpädagogik und Orgel in Hamburg, Stuttgart, Paris und Chicago. Seine Lehrer waren unter anderem Heinz Wunderlich, Jon Laukvik, Willibald Bezler und Daniel Roth. Weiterführende Studien führten ihn zu Wolfgang Rübsam und Jean Guillou. Er ist Preisträger mehrerer internationaler Wettbewerbe für Orgel und Orgelimprovisation.
Dahl war bis 1996 Kantor an der Dreifaltigkeitskirche Aachen und Dirigent des Aachener Kammerchores. Seit 1996 leitet er den Hamburger Bachchor St. Petri. An der Hauptkirche St. Petri leitete er zudem mehrfach die Hamburger Orgelstudientage.
Als Konzertorganist gastierte er unter anderem in der Kathedrale Notre-Dame de Paris, im Kölner Dom und in der Londoner Westminster Abbey.
2007 erfolgte seine Ernennung zum Kirchenmusikdirektor. Seit 2015 ist er Honorary Fellow des Royal Birmingham Conservatoire.
Dahls Interpretationen wurden durch Mitschnitte für den Rundfunk und CDs dokumentiert.

## Diskografie (Auswahl)
- 1997: Sinfonische Orgelmusik von Louis Vierne. Winterhalter Orgel in der Pfarrkirche Unserer Lieben Frau, Achern
- 1998: Deutsche Romantik. Werke von Mendelssohn, Brahms, Merkel, Reger. Orgel der Stiftskirche St. Cyriakus, Wiesensteig
- 2003–2009: Hanne Darboven: Requiem Op. 19 – Vol. 1–11